# 佐々木亮 (弁護士)
佐々木 亮（ささき りょう、1975年 - ）は、日本の弁護士。労働事件（労働者側)を主に担当。ブラック企業被害対策弁護団代表。父は経済研究家・元衆議院議員（日本共産党）の佐々木憲昭。

## 経歴
埼玉県生まれ。1999年に東京都立大学法学部法律学科を卒業し、2003年に弁護士登録。東京弁護士会に所属する（第56期）。旬報法律事務所において労働事件等を扱う。2013年に、若年層労働者の長時間労働やパワーハラスメントなどの労働状況を支援するブラック企業被害対策弁護団を結成、代表となった。政府有識者会議において、解雇権乱用による劣悪な雇用環境の懸念表明や職業訓練の拡充などの人材流動化の仕組み作りの提言などを行っている。2021年3月、弁護士ドットコムと週刊エコノミスト共同調査の「弁護士が選ぶ弁護士ランキング」で、労働問題部門1位に選出された。

## 公職
- 日本労働弁護団常任幹事[4]
- 東京弁護士会労働法制特別委員会委員[7]
- ブラック企業被害対策弁護団代表
- ブラック企業大賞実行委員[8]
- 首都圏青年ユニオン顧問弁護団[9]